# Manhã

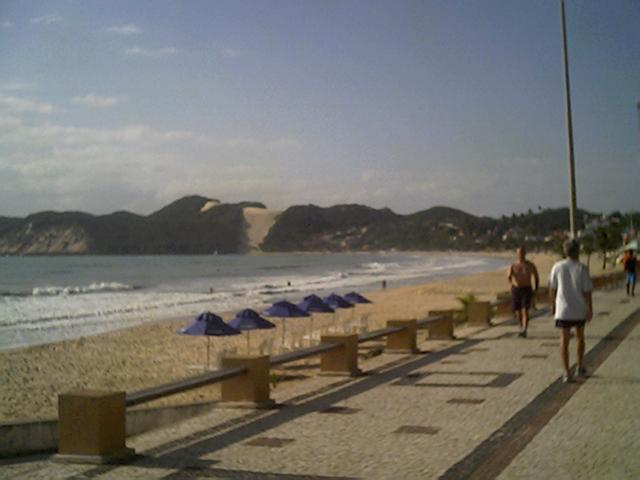
Manhã na praia de Ponta Negra em Natal, Brasil

A manhã é o período do dia que vai do amanhecer até o meio-dia, situando-se entre a madrugada e a tarde.
A palavra "manhã" pode se referir ao período imediato após a pessoa acordar, independentemente do atual horário do dia. Esta acepção moderna para a manhã se dá principalmente com o advento da iluminação artificial, e a concomitante independência da luz natural. O período matutino pode apresentar energia e produtividade melhoradas ou reduzidas. A habilidade de uma pessoa para acordar efetivamente durante a manhã pode ser influenciada pelo gene denominado PER3 ("Período 3"). Este gene existe em duas formas, as variantes "longa" e "curta", e parece afetar a preferência da pessoa por manhãs ou pelo anoitecer. Pessoas que portam a variante "longa" são sobrerrepresentadas como matutinas, enquanto as que portam a variante "curta" são pessoas de preferência pela noturnalidade.
A primeira refeição do dia, feita geralmente durante esse período, é o café da manhã.